# Freie-Partie-Europameisterschaft der Junioren 2006/07

Logo CEB (ausrichtender Verband)

Die Freie-Partie-Europameisterschaft der Junioren 2006 war das 31. Turnier in dieser Disziplin des Karambolagebillards und fand vom 8. bis zum 10. Dezember 2006 in Gelsenkirchen statt. Die Meisterschaft zählte zur Saison 2006/07.

## Geschichte
Der Franzose Pierre Soumagne gewann in Gelsenkirchen seinen zweiten Titel bei den Junioren in der Freien Partie. Die weiteren Podestplätze wurden durch Shyaam Poedai, Ian van Krieken und Ludovic Hebrard belegt.

## Modus
Gespielt wurde eine Vorrunde im Round-Robin-Modus, danach eine Knock-out-Runde  bis 300 Punkte oder 20 Aufnahmen. Ab der Saison 2001/02 wurde Platz drei nicht mehr ausgespielt.
Platzierung in den Tabellen bei Punktgleichheit:
1. MP = Matchpunkte
2. GD = Generaldurchschnitt
3. HS = Höchstserie

## Vorrunde
| Abschlusstabelle Gruppe A | Abschlusstabelle Gruppe A | Abschlusstabelle Gruppe A | Abschlusstabelle Gruppe A | Abschlusstabelle Gruppe A | Abschlusstabelle Gruppe A | Abschlusstabelle Gruppe A | Abschlusstabelle Gruppe A | Abschlusstabelle Gruppe A |
| Platz                     | Name                      | MP                        | Pkte                      | Aufn.                     | GD                        | BED                       | HS                        |                           |
| ------------------------- | ------------------------- | ------------------------- | ------------------------- | ------------------------- | ------------------------- | ------------------------- | ------------------------- | ------------------------- |
| 1                         | Pierre Soumagne           | 6:0                       | 900                       | 10                        | 90,00                     | 300,00                    | 300                       |                           |
| 2                         | Shyaam Poedai             | 4:2                       | 600                       | 15                        | 40,00                     | 100,00                    | 289                       |                           |
| 3                         | Kenny Miatton             | 2:4                       | 530                       | 29                        | 18,27                     | 21,42                     | 214                       |                           |
| 4                         | Alexander Will            | 0:6                       | 174                       | 22                        | 7,90                      | -                         | 38                        |                           |

| Abschlusstabelle Gruppe B | Abschlusstabelle Gruppe B | Abschlusstabelle Gruppe B | Abschlusstabelle Gruppe B | Abschlusstabelle Gruppe B | Abschlusstabelle Gruppe B | Abschlusstabelle Gruppe B | Abschlusstabelle Gruppe B | Abschlusstabelle Gruppe B |
| Platz                     | Name                      | MP                        | Pkte                      | Aufn.                     | GD                        | BED                       | HS                        |                           |
| ------------------------- | ------------------------- | ------------------------- | ------------------------- | ------------------------- | ------------------------- | ------------------------- | ------------------------- | ------------------------- |
| 1                         | Koen Workel               | 6:0                       | 900                       | 28                        | 32,14                     | 60,00                     | 256                       |                           |
| 2                         | Pavel Böhm                | 4:2                       | 804                       | 24                        | 33,50                     | 33,33                     | 268                       |                           |
| 3                         | Christoph Hilger          | 2:4                       | 463                       | 38                        | 12,18                     | 23,07                     | 203                       |                           |
| 4                         | Patrick Benko             | 0:6                       | 103                       | 30                        | 3,43                      | -                         | 11                        |                           |

| Abschlusstabelle Gruppe C | Abschlusstabelle Gruppe C | Abschlusstabelle Gruppe C | Abschlusstabelle Gruppe C | Abschlusstabelle Gruppe C | Abschlusstabelle Gruppe C | Abschlusstabelle Gruppe C | Abschlusstabelle Gruppe C | Abschlusstabelle Gruppe C |
| Platz                     | Name                      | MP                        | Pkte                      | Aufn.                     | GD                        | BED                       | HS                        |                           |
| ------------------------- | ------------------------- | ------------------------- | ------------------------- | ------------------------- | ------------------------- | ------------------------- | ------------------------- | ------------------------- |
| 1                         | Ian van Krieken           | 6:0                       | 900                       | 18                        | 50,00                     | 60,00                     | 261                       |                           |
| 2                         | Ludovic Hebrard           | 4:2                       | 680                       | 40                        | 17,00                     | 20,00                     | 129                       |                           |
| 3                         | Martin Färber             | 2:4                       | 175                       | 44                        | 3,97                      | 4,10                      | 23                        |                           |
| 4                         | Rami Chaker               | 0:6                       | 184                       | 42                        | 4,38                      | -                         | 35                        |                           |

| Abschlusstabelle Gruppe D | Abschlusstabelle Gruppe D | Abschlusstabelle Gruppe D | Abschlusstabelle Gruppe D | Abschlusstabelle Gruppe D | Abschlusstabelle Gruppe D | Abschlusstabelle Gruppe D | Abschlusstabelle Gruppe D | Abschlusstabelle Gruppe D |
| Platz                     | Name                      | MP                        | Pkte                      | Aufn.                     | GD                        | BED                       | HS                        |                           |
| ------------------------- | ------------------------- | ------------------------- | ------------------------- | ------------------------- | ------------------------- | ------------------------- | ------------------------- | ------------------------- |
| 1                         | Kai Brezl                 | 6:0                       | 900                       | 19                        | 47,36                     | 300,00                    | 300                       |                           |
| 2                         | Raymund Swertz            | 4:2                       | 600                       | 7                         | 85,71                     | 300,00                    | 300                       |                           |
| 3                         | Didier Segers             | 2:4                       | 498                       | 34                        | 14,64                     | 15,00                     | 63                        |                           |
| 4                         | Joel Duvoisin             | 0:6                       | 286                       | 30                        | 9,53                      | -                         | 42                        |                           |

## Endrunde
|  | Viertelfinale 300/20 | Viertelfinale 300/20 | Viertelfinale 300/20 | Viertelfinale 300/20 | Viertelfinale 300/20 | Viertelfinale 300/20 |                 |                 | Halbfinale 300/20 | Halbfinale 300/20 | Halbfinale 300/20 | Halbfinale 300/20 | Halbfinale 300/20 | Halbfinale 300/20 |      |       | Finale 300/20 | Finale 300/20 | Finale 300/20 | Finale 300/20 | Finale 300/20 | Finale 300/20 |
|  |                      |                      |                      |                      |                      |                      |                 |                 |                   |                   |                   |                   |                   |                   |      |       |               |               |               |               |               |               |
|  |                      | MP                   | Pkt.                 | Aufn.                | ED                   | HS                   |                 |                 |                   |                   |                   |                   |                   |                   |      |       |               |               |               |               |               |               |
|  |                      | MP                   | Pkt.                 | Aufn.                | ED                   | HS                   |                 |                 |                   |                   |                   |                   |                   |                   |      |       |               |               |               |               |               |               |
|  | Pierre Soumagne      | 2                    | 300                  | 5                    | 60,00                | 175                  |                 |                 |                   |                   |                   |                   |                   |                   |      |       |               |               |               |               |               |               |
|  | Pierre Soumagne      | 2                    | 300                  | 5                    | 60,00                | 175                  |                 | MP              | Pkt.              | Aufn.             | ED                | HS                |                   |                   |      |       |               |               |               |               |               |               |
|  | Raymund Swertz       | 0                    | 191                  | 5                    | 38,20                | 179                  |                 | MP              | Pkt.              | Aufn.             | ED                | HS                |                   |                   |      |       |               |               |               |               |               |               |
|  | Raymund Swertz       | 0                    | 191                  | 5                    | 38,20                | 179                  | Pierre Soumagne | 2               | 300               | 4                 | 75,00             | 164               |                   |                   |      |       |               |               |               |               |               |               |
|  |                      | MP                   | Pkt.                 | Aufn.                | ED                   | HS                   | Pierre Soumagne | 2               | 300               | 4                 | 75,00             | 164               |                   |                   |      |       |               |               |               |               |               |               |
|  |                      | MP                   | Pkt.                 | Aufn.                | ED                   | HS                   |                 | Ian van Krieken | 0                 | 64                | 4                 | 16,00             | 50                |                   |      |       |               |               |               |               |               |               |
|  | Ian van Krieken      | 2                    | 300                  | 17                   | 17,64                | 128                  |                 | Ian van Krieken | 0                 | 64                | 4                 | 16,00             | 50                |                   |      |       |               |               |               |               |               |               |
|  | Ian van Krieken      | 2                    | 300                  | 17                   | 17,64                | 128                  |                 |                 |                   |                   |                   |                   |                   | MP                | Pkt. | Aufn. | ED            | HS            |               |               |               |               |
|  | Pavel Böhm           | 0                    | 179                  | 17                   | 10,52                | 154                  |                 |                 |                   |                   |                   |                   |                   | MP                | Pkt. | Aufn. | ED            | HS            |               |               |               |               |
|  | Pavel Böhm           | 0                    | 179                  | 17                   | 10,52                | 154                  | Pierre Soumagne | 2               | 300               | 4                 | 75,00             | 198               |                   |                   |      |       |               |               |               |               |               |               |
|  |                      | MP                   | Pkt.                 | Aufn.                | ED                   | HS                   | Pierre Soumagne | 2               | 300               | 4                 | 75,00             | 198               |                   |                   |      |       |               |               |               |               |               |               |
|  |                      | MP                   | Pkt.                 | Aufn.                | ED                   | HS                   |                 | Shyaam Poedai   | 0                 | 258               | 4                 | 64,50             | 236               |                   |      |       |               |               |               |               |               |               |
|  | Koen Workel          | 0                    | 101                  | 16                   | 6,31                 | 32                   |                 | Shyaam Poedai   | 0                 | 258               | 4                 | 64,50             | 236               |                   |      |       |               |               |               |               |               |               |
|  | Koen Workel          | 0                    | 101                  | 16                   | 6,31                 | 32                   |                 | MP              | Pkt.              | Aufn.             | ED                | HS                |                   |                   |      |       |               |               |               |               |               |               |
|  | Ludovic Hebrard      | 2                    | 300                  | 16                   | 18,75                | 117                  |                 | MP              | Pkt.              | Aufn.             | ED                | HS                |                   |                   |      |       |               |               |               |               |               |               |
|  | Ludovic Hebrard      | 2                    | 300                  | 16                   | 18,75                | 117                  | Ludovic Hebrard | 0               | 93                | 13                | 7,15              | 30                |                   |                   |      |       |               |               |               |               |               |               |
|  |                      | MP                   | Pkt.                 | Aufn.                | ED                   | HS                   | Ludovic Hebrard | 0               | 93                | 13                | 7,15              | 30                |                   |                   |      |       |               |               |               |               |               |               |
|  |                      | MP                   | Pkt.                 | Aufn.                | ED                   | HS                   |                 | Shyaam Poedai   | 2                 | 300               | 13                | 23,07             | 77                |                   |      |       |               |               |               |               |               |               |
|  | Kai Brezl            | 0                    | 46                   | 9                    | 5,11                 | 32                   |                 | Shyaam Poedai   | 2                 | 300               | 13                | 23,07             | 77                |                   |      |       |               |               |               |               |               |               |
|  | Kai Brezl            | 0                    | 46                   | 9                    | 5,11                 | 32                   |                 |                 |                   |                   |                   |                   |                   |                   |      |       |               |               |               |               |               |               |
|  | Shyaam Poedai        | 2                    | 300                  | 9                    | 33,33                | 169                  |                 |                 |                   |                   |                   |                   |                   |                   |      |       |               |               |               |               |               |               |
|  | Shyaam Poedai        | 2                    | 300                  | 9                    | 33,33                | 169                  |                 |                 |                   |                   |                   |                   |                   |                   |      |       |               |               |               |               |               |               |

## Endergebnis
| MP    | Match Points (Sieger = 2; Unentschieden = 1; Verlierer = 0) |
| Pkte. | Erzielte Karambolagen                                       |
| Aufn. | Benötigte Versuche                                          |
| GD    | Generaldurchschnitt                                         |
| BED   | Bester Einzeldurchschnitt eines Spielers                    |
| HS    | Höchstserie                                                 |
|       | Bester GD des Turniers                                      |
|       | Bester ED des Turniers                                      |
|       | Beste HS des Turniers                                       |
|       | 1. Platz (Gold)                                             |
|       | 2. Platz (Silber)                                           |
|       | 3. Platz (Bronze)                                           |

| Finale                     | 1  | Pierre Soumagne  | 12:0 | 1800 | 23 | 78,26 | 300,00 | 300 |
| Finale                     | 2  | Shyaam Poedai    | 8:4  | 1458 | 41 | 35,56 | 100,00 | 289 |
| Halb- finale               | 3  | Ian van Krieken  | 8:2  | 1264 | 39 | 32,41 | 60,00  | 261 |
| Halb- finale               | 3  | Ludovic Hebrard  | 6:4  | 1073 | 69 | 15,55 | 20,00  | 129 |
| Viertel- finale            | 5  | Kai Brezl        | 6:2  | 946  | 28 | 33,78 | 300,00 | 300 |
| Viertel- finale            | 6  | Koen Workel      | 6:2  | 1001 | 44 | 22,75 | 60,00  | 256 |
| Viertel- finale            | 7  | Raymund Swertz   | 4:4  | 791  | 12 | 65,91 | 300,00 | 300 |
| Viertel- finale            | 8  | Pavel Böhm       | 4:4  | 983  | 41 | 23,97 | 33,33  | 268 |
| Gruppen- phase             | 9  | Kenny Miatton    | 2:4  | 530  | 29 | 18,27 | 21,42  | 214 |
| Gruppen- phase             | 10 | Didier Segers    | 2:4  | 498  | 34 | 14,64 | 15,00  | 63  |
| Gruppen- phase             | 11 | Christoph Hilger | 2:4  | 463  | 38 | 12,18 | 23,07  | 203 |
| Gruppen- phase             | 12 | Martin Färber    | 2:4  | 175  | 44 | 3,97  | 4,10   | 23  |
| Gruppen- phase             | 13 | Joel Duvoisin    | 0:6  | 286  | 30 | 9,53  | -      | 42  |
| Gruppen- phase             | 14 | Alexander Will   | 0:6  | 174  | 22 | 7,90  | -      | 38  |
| Gruppen- phase             | 15 | Rami Chaker      | 0:6  | 184  | 42 | 4,38  | -      | 35  |
| Gruppen- phase             | 16 | Patrick Benko    | 0:6  | 103  | 30 | 3,43  | -      | 11  |
| Turnierdurchschnitt: 20,72 |    |                  |      |      |    |       |        |     |